# Fabián Tomasi

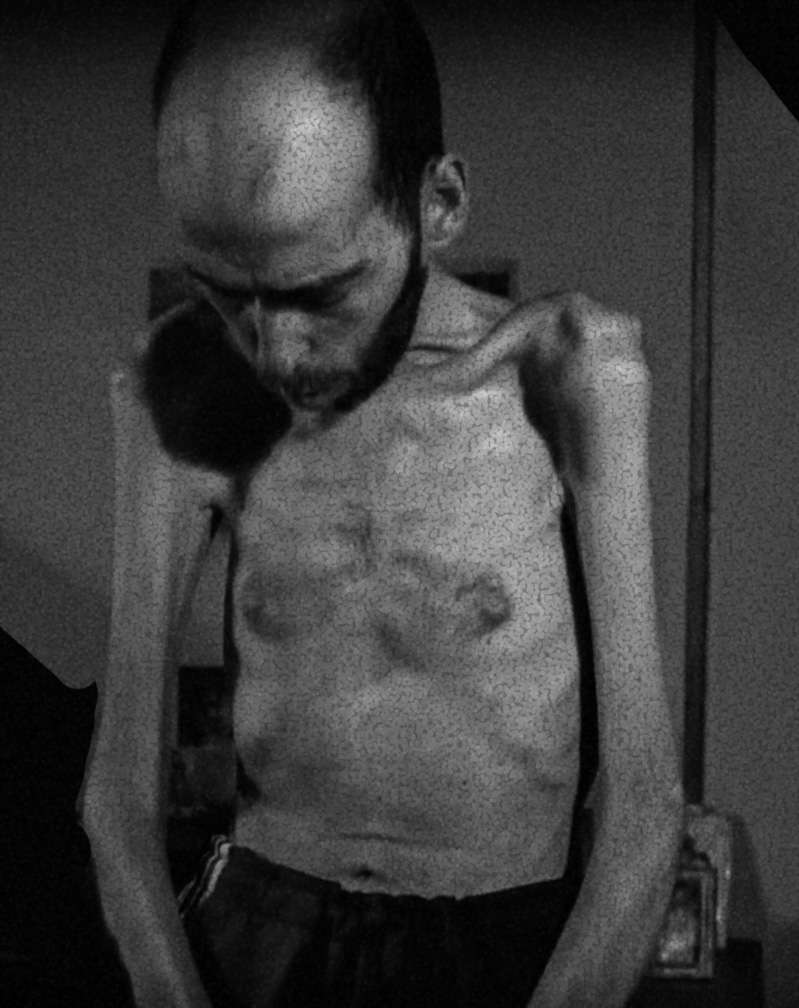
Fotografía en blanco y negro de Fabián Tomasi

Fabián Carlos Tomasi (Basavilbaso, Entre Ríos, 1966-Basavilbaso, 7 de septiembre de 2018) fue un trabajador rural y banderillero de aviones fumigadores argentino, conocido a nivel mundial por su activismo contra el uso de agroquímicos.
Tomasi había sido previamente jornalero rural, carpintero y obrero. En 2005 encontró empleo como fumigador en su pueblo natal, Basavilbaso, Entre Ríos. Su labor consistió principalmente en abrir los envases de los agroquímicos y mezclarlos en recipientes de hasta 200 litros de agua, con los que se abastecían a los aviones que luego fumigaban los campos de soja. Tras años de esta labor, la exposición prolongada a los herbicidas, sumado a la ausencia de equipo de protección adecuado y de buenas prácticas laborales le provocó una polineuropatía tóxica metabólica severa, síndrome neurológico que engloba un conjunto de enfermedades degenerativas e inflamatorias. Su piel había estado en contacto directo con glifosato, DDT, endosulfán, cipermetrina y gramaxone, algunos de estos productos químicos fueron prohibidos en el país años más tarde. Como consecuencia, Tomasi desarrolló disfagia de alimentos sólidos, disminución de fuerza muscular generalizada, alteraciones sensitivas, piel a tensión, función disminuida en ambas manos, adelgazamiento y dermatomiositis, cuadro que se agravó debido a su diabetes preexistente. Tenía además múltiples nódulos de calcio como respuesta de su organismo para encapsular las sustancias tóxicas.
Su estado de salud se agravó al punto que no pudo continuar trabajando y se jubiló por discapacidad. El resto de sus años fue activista contra el uso de los agroquímicos, sustancias a las que atribuyó su enfermedad y consideraba nocivas. Medios de comunicación se han referido a él como un referente de esta causa, particularmente contra el uso de glifosato producido por la empresa Monsanto, además de «emblema» «símbolo» y «testimonio viviente» del daño en la salud de las fumigaciones con agroquímicos.
Como activista concedió notas a medios nacionales, internacionales y llevó adelante ciberactivismo. Fue entrevistado por el programa de televisión La liga y participó de charlas y conferencias sobre el tema. En 2010 brindó su testimonio en la conferencia sobre el uso sistémico de glifosato a cargo de Andrés Carrasco para el Consejo Deliberante de Gualeguaychú. En 2015 fue invitado en la mesa Pesticidas y Salud, en el marco de la 1° Feria Regional de la Salud en Concepción del Uruguay, organizada por la Facultad de Ciencias de la Salud de la Universidad Nacional de Entre Ríos y la Secretaría de Salud de la municipalidad.
Su historia fue recogida en el libro Envenenados, una bomba química nos extermina en silencio del periodista Patricio Eleisegui. Una fotografía de Tomasi ilustró la portada de la primera edición, mientras que para la segunda se utilizó una imagen suya en formato esténcil. Tomasi y Eleisegui mantuvieron una amistad entrañable que perduró hasta el fallecimiento del luchador ambiental. En 2018, el activista participó de la película documental italiana Glifosato: L’erbicida nuoce alla salute del mondo?, con dirección de Gaetano Pecoraro y también producción de Eleisegui. En ella Tomasi dio cuenta de sus dolencias, las prácticas del agronegocio que lo llevaron a la contaminación que padeció, y emitió un fuerte mensaje bregando por el fin de las fumigaciones y el uso de agrotóxicos para la generación de forrajes y alimentos.
Tomasi también fue fotografiado en múltiples ocasiones mostrando las secuelas sobre su cuerpo para visibilizar el impacto de los agroquímicos en la salud. El fotógrafo Pablo Piovano lo retrató para su libro El costo humano de los agrotóxicos, también presentado como exposición fotográfica y en formato audiovisual. Tomasi fue el primer afectado por agroquímicos que Piovano documentó; su imagen se exhibió en el Palais de Glace en Buenos Aires, y la muestra recorrió Italia, Francia, Alemania y parte del resto de Europa. Una de sus imágenes tomada por Piovano fue seleccionada por la Asociación de Reporteros Gráficos de la República Argentina para integrar la lista de las mejores diez fotografías de la muestra anual de fotoperiodismo de 2017.
A pesar de que superó por una década la esperanza de vida inicial de seis meses tras su diagnóstico, en los últimos años Tomasi requería de asistencia diaria, no podía ingerir alimentos sólidos y llegó a pesar 40 kilos. Falleció el 7 de septiembre de 2018 a los 53 años en el hospital Sagrado Corazón de Jesús de Basavilbaso, Entre Ríos, tras cinco días de internación hospitalaria a raíz de una neumonía. Le sobrevive una hija. Su fallecimiento fue conmemorado en un proyecto presentado en la Cámara de Diputados de la Nación Argentina y su despedida fue tendencia en Twitter Argentina. A modo de homenaje lleva su nombre una plaza frutal de la ciudad de Gualeguaychú.